# Saint-Guen
Saint-Guen è un villaggio ed ex comune francese di 480 abitanti, situato nel comune di Guerlédan, nel dipartimento delle Côtes-d'Armor nella regione della Bretagna.
Dal 1º gennaio 2017 è stato fuso insieme a Mûr-de-Bretagne nel nuovo comune di Guerlédan.

## Società

### Evoluzione demografica
Abitanti censiti